# Комарівці (Чернівецький район)
Кома́рівці — село в Україні, у Сторожинецькій міській громаді Чернівецькому районі Чернівецької області.

## Географія
У селі струмки Бецьків, Галешів впадають у річку Серет.

## Історія
Перша згадка про село датована 1610 роком.
У середині ХІХ століття громада Комарівців користувалась печаткою з оригінальним гербом — зображенням верблюда (геральдичним символом витривалості), довкола якого напис німецькою мовою: «Gemeinde Komarestie» («Громада Комарівці»).
За переписом 1900 року в селі «Комарівці» було 200 будинків, проживали 942 мешканці (743 українці, 113 румунів, 80 німців та 6 поляків).  А також були 2 фільварки сумарною площею 1665 га, на території яких було 67 будинків і проживали 316 мешканців (223 українці, 5 румунів, 60 німців, 17 поляків).

## Сучасність
Перша церква і донині діюча — православна «Успіння Матері Божої», побудована у 1812 році паном Григорієм Балашескулом. Будувався храм під керівництвом першого митрополита Буковини Євгенія Гакмана та архітектора Йосифа Главки.
Наявна середня школа. Перші письмові згадки про школу в селі датуються 1886 роком. Чотирикласна школа почала працювати з 1910 року. В 1957 році за час директорської роботи Баніта А. П. було збудовано десятикласну школу.
На території села розміщений дошкільний навчальний заклад «Колосок», побудований 1981 року, розрахований на 50 дітей.
Будинок культури збудований у 1977 році — глядацька зала на 400 місць, мала зала — 100 місць, танцювальна зала, кімната урочистих подій, чотири гурткові кімнати, читальне приміщення, бібліотека. 

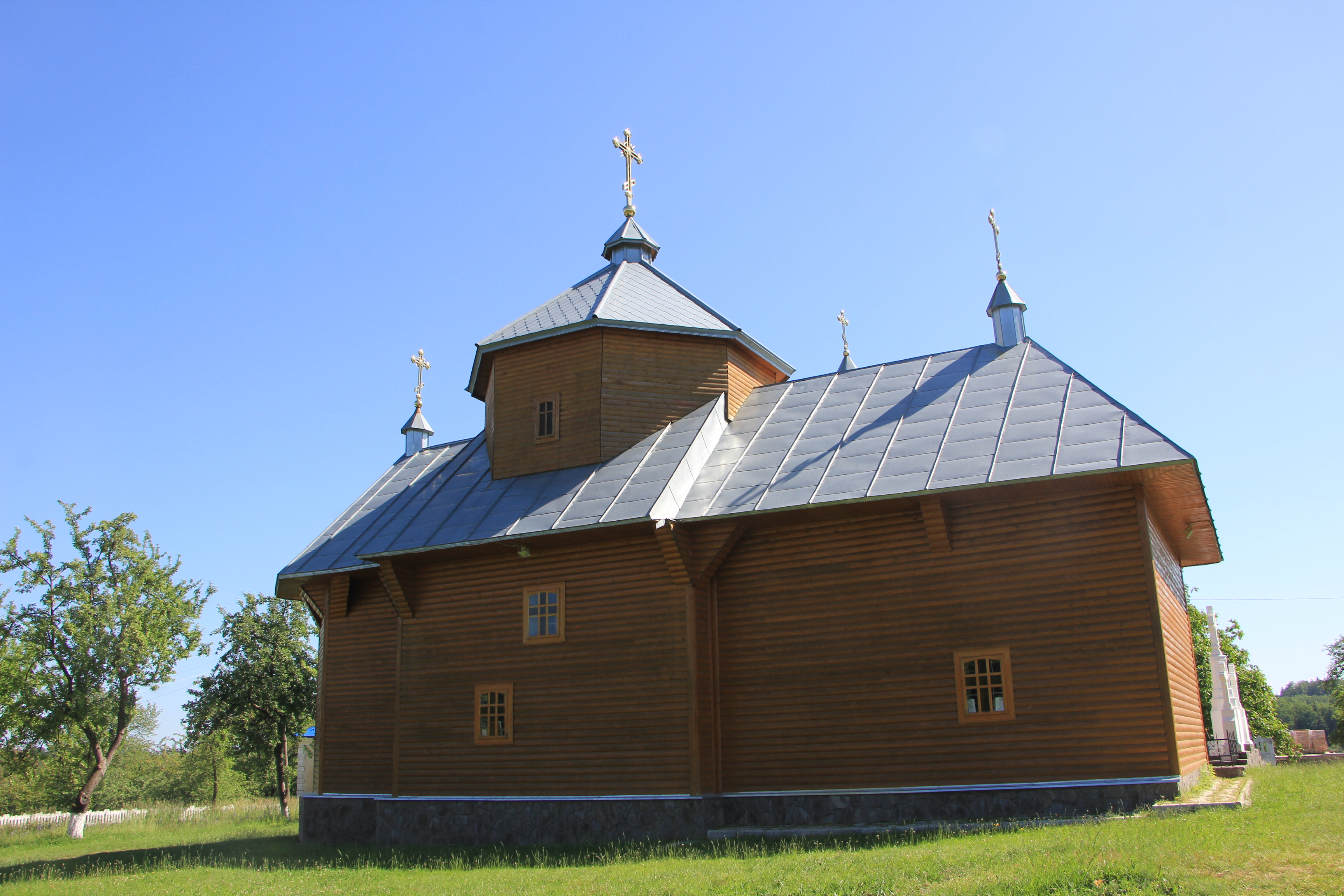
Дерев'яна церква Успіння Пр. Богородиці 1812 с. Комарівці
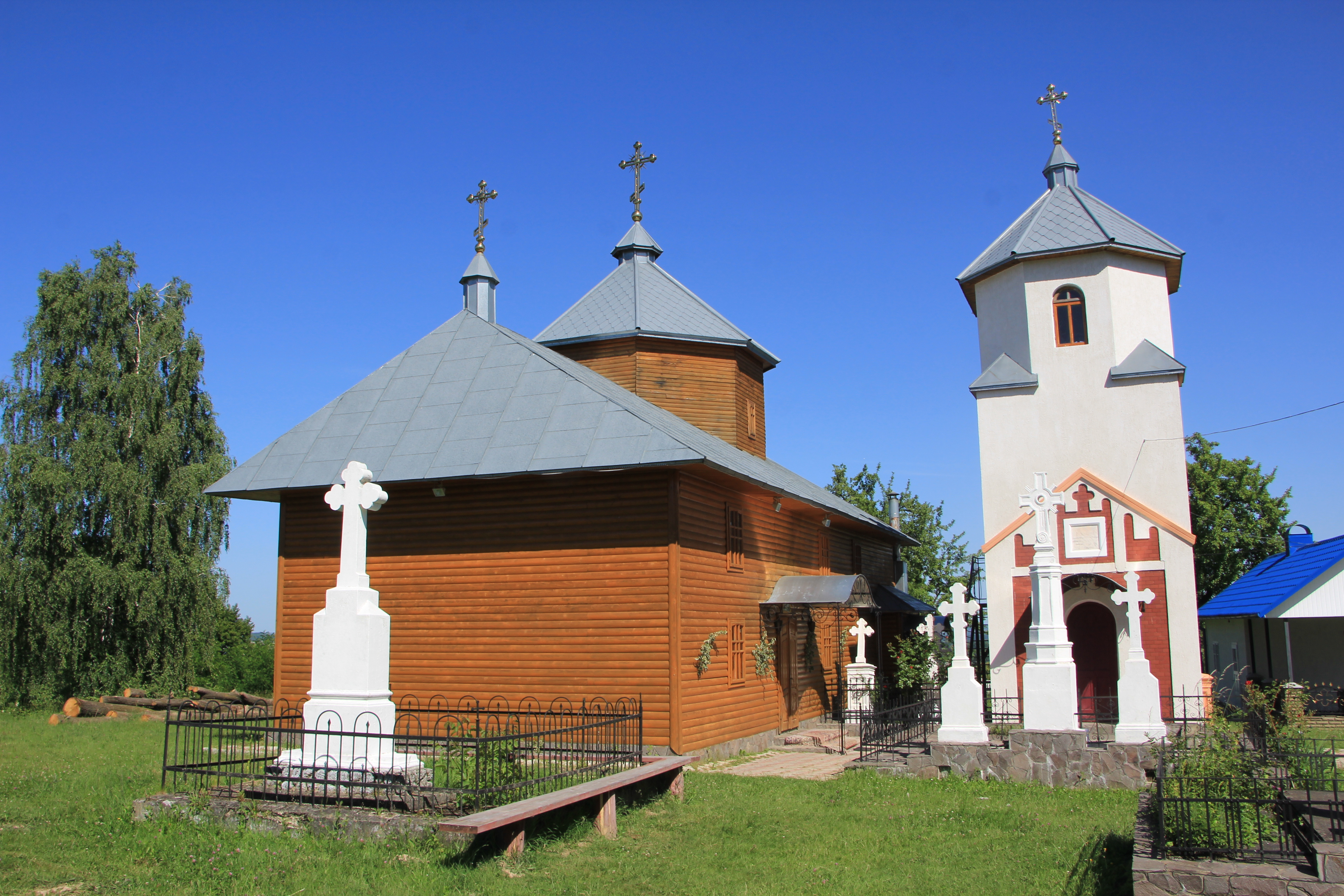
Дерев'яна церква Успіння Пр. Богородиці 1812 с. Комарівці

## Населення

### Мова
Розподіл населення за рідною мовою за даними :
| Мова            | Кількість | Відсоток |
| --------------- | --------- | -------- |
| українська      | 1124      | 99.03%   |
| російська       | 3         | 0.26%    |
| румунська       | 3         | 0.26%    |
| польська        | 1         | 0.09%    |
| інші/не вказали | 4         | 0.36%    |
| Усього          | 1135      | 100%     |